# Napine

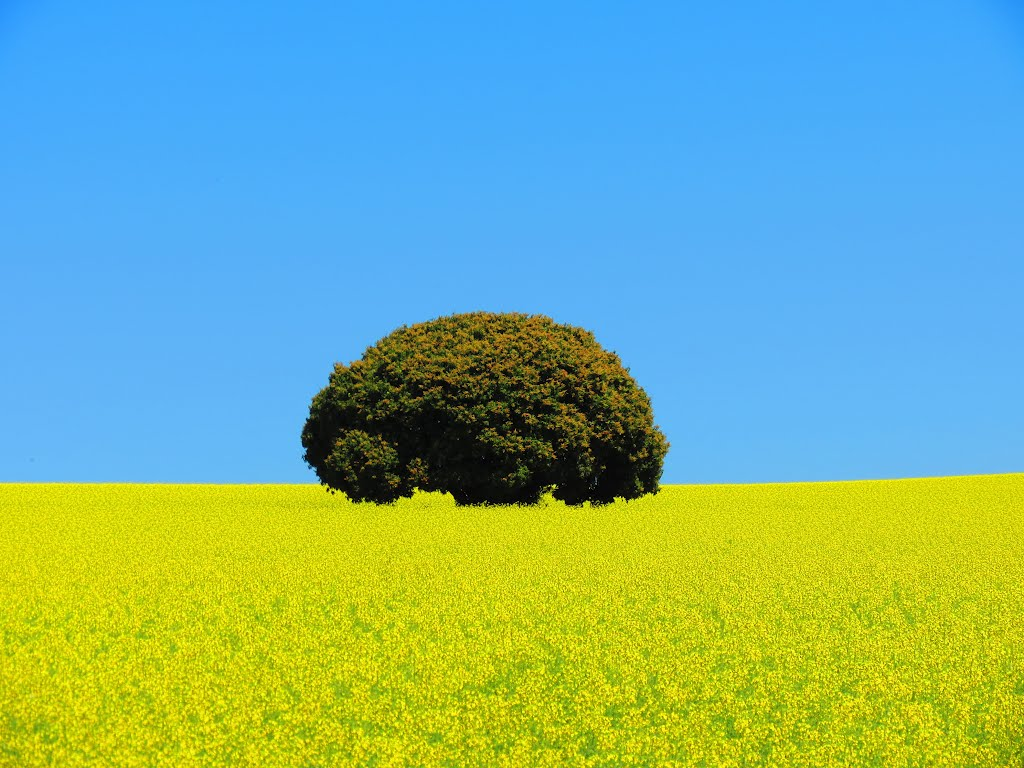
Champs de colza au Portugal

La napine est une protéine de stockage des graines de la famille des prolamines, elle constitue environ 20% de la teneur totale en protéines de la graine mûre de moutarde, ou de colza ( Brassica napus L., B. juncea L. Czern., B. nigra LWDJKoch, B. rapa L. et Sinapis alba L.) au côté de la cruciférine majoritaire et de l'oléosine. Elle est également présente chez les graines de chou-rave (Brassica napus var. rapifera), de margose, etc.,,.
Elle fait l'objet de recherches dans le cadre de l'exploration systématique des sources de protéines végétales en substitution des protéines animales dans les systèmes alimentaires,. Les chercheurs européens étudient notamment l'élimination de l'amertume des protéines du colza et leur conservation lors de l'extraction de l'huile ,.
On ne doit pas la confondre avec la sinapine, alcaloïde qui, chez le colza, est un facteur antinutritionnel pour la volaille. Le terme napine a été utilisé au  XIXe siècle pour désigner une protéine toxique du venin de serpent du genre Furina ou naped snake (car ils ont une tache de couleur sur la nuque).

## Structure chimique
La napine est un glucosinolate hélicoïdale (40 à 45 hélices) composé de deux chaînes polypeptidiques de poids moléculaires de 9000 et 4000 qui sont maintenues ensemble par des liaisons disulfure,. Elle se présente sous diverses compositions et formes de tailles significativement variables.
Elle est soluble dans l'eau indépendamment du pH, précipitable avec divers coagulants et stable jusqu'à 75 °C,.

## Histoire
La description des protéines végétales de stockage (viciline, oléosines) commence à la fin des années 60 du XXe siècle . Sa structure CH2 =CH-CH2 - CH2 - CH2 -  est donnée en 1978 sous le nom de glucobrassicanapin (Pent-4-enyl) . En 1984 parait une première synthèse du rôle des principales protéines dans les graines. Le gène promoteur est décrit dès 1978, et son mécanisme d'encodage chez le colza en 1987 et 89,,. Les principes généraux de mise en œuvre des gènes promoteurs sont décrits dans les Comptes rendus de l'Académie d'agriculture de France en mars 1989. Sa séquence est publiée en 2014.

## Allergie
Les enfants atopiques réagissent souvent (en France et en Finlande) aux graines de colza et de navet lors de tests cutanés (SPT) et de tests alimentaires. La napine est un allergène majeur de ses graines, des huiles pressées à froid, mais pas des huiles raffinées.